# Bellefontaine (Giura)
Bellefontaine è un comune francese di 573 abitanti situato nel dipartimento del Giura nella regione della Borgogna-Franca Contea.

## Società

### Evoluzione demografica
Abitanti censiti